# Zagăr
Zagăr – wieś w Rumunii, w okręgu Marusza, w gminie Zagăr. W 2011 roku liczyła 936 mieszkańców.